# Ryszard Przybysz
Ryszard Stanisław Przybysz est un handballeur polonais né le 8 janvier 1950 à Koło et mort le 23 février 2002 à Łódź.

## Carrière
Ryszard Przybysz obtient une médaille de bronze aux Jeux olympiques d'été de 1976 de Montréal.